# Ленинский сельсовет (Брестская область)
Ленинский сельсовет (бел. Ленінскі сельсавет) — административная единица на территории Жабинковского района Брестской области Белоруссии. Административный центр — агрогородок Ленинский. Население — 2794 человека (2019).

## История
Создан 12 октября 1940 года как Рогозненский сельсовет в составе Жабинковского района Брестской области БССР. Центр — деревня Рогозно. С 8 августа 1959 года в составе Кобринского района.
6 января 1960 года деревня Петровичи вошла в состав Стриганецкого сельсовета. 21 января 1961 года в состав сельсовета вошла территория упразднённого Стриганецкого сельсовета, с Озятского сельсовета включены деревни Богданы, Мыщицы, Рыковичи, Ходосы, Чижевщина. С 30 июля 1966 года в составе восстановленного Жабинковского района. В 1968 году на территории сельсовета образован посёлок, который в 1970 году получил название Ленинский. В 1970 году в состав посёлка Ленинский вошла деревня Отечизна. 21 января 1971 года сельсовет переименован в Ленинский, центр сельсовета перенесён в посёлок, деревня Рыковичи вошла в состав деревни Чижевщина.

## Состав
В состав сельсовета входят 1 агрогородок и 10 деревень:
- Богданы — деревня (33 человека)
- Бусни — деревня (217 человек)
- Вулька — деревня (9 человек)
- Ёжики — деревня (30 человек)
- Ленинский — агрогородок (1966 человек)
- Мыщицы — деревня (53 человека)
- Рогозно — деревня (118 человек)
- Филипповичи — деревня (80 человек)
- Ходосы — деревня (33 человека)
- Чижевщина — деревня (214 человек)
- Шелухи — деревня (41 человек)

## Население
Согласно переписи населения 2009 года на территории сельсовета проживало 2553 человек, среди которых 89,3 % — белорусы. В 2019 году — 2794 человека.